# Nečemice (tvrz)
Nečemice jsou přestavěná tvrz ve stejnojmenné vesnici u Tuchořic v okrese Louny. Nachází se na okraji zemědělského dvora v domě čp. 1, který je od roku 1964 chráněn jako kulturní památka. Představuje sídlo méně významného rodu, které ztratilo svou rezidenční funkci, a stalo se čistě hospodářským objektem.

## Historie
Nečemická tvrz se v písemných pramenech objevuje poprvé okolo roku 1400, ale je pravděpodobné, že je starší, protože v letech 1350–1369 jsou ve vesnici připomínáni vladykové Lev, Blažej, Pešek a Zvěst. Za Paška z Nečemic byla tvrz manstvím oseckého hradu. V roce 1417 je zmíněn také Paškův syn Michek z Nečemic. V polovině patnáctého století nečemické panství získal Dětřich ze Žďáru a jeho potomkům patřilo až do roku 1535, kdy je Zdeňka Hasištejnská z Fictumu přenechala Bohuslavu Hasištejnskému z Lobkovic. Nečemice kromě jiného zdědil jeho starší syn Jan Waldemar Hasištejnský z Lobkovic, po kterém přešly na Jiřího Popela z Lobkovic. Ten byl roku 1594 odsouzen za zradu ke ztrátě veškerého majetku, který připadl královské komoře. Panství poté krátkou dobu patřilo Diviši Hrobčickému z Hrobčic a jeho synovi Kryštofovi. V letech 1601–1620 byly Nečemice samostatným panstvím v majetku Karla Hrušky z Března, po kterém je zdědil jeho stejnojmenný syn. Některé zdroje však uvádí od roku 1614 jako majitele Bohuslava Hrobčického z Hrobčic, kterému byl majetek zkonfiskován za účast na stavovském povstání. Nečemice potom spolu s dalšími vesnicemi v okolí koupil v roce 1623 za 55 600 kop Vratislav z Mitrovic.
Vrchnost přinejmenším od dob Lobkoviců na tvrzi nesídlila. Její budova byla poškozena během třicetileté války, a zpustla. V roce 1812 nechal Josef Schwarzenberg upravit zdejší hospodářský dvůr. Během úprav byla na místě tvrze s využitím starších zdí postavena nová obytná budova.

## Stavební podoba
Tvrz byla nově postavena nebo zrekonstruována v renesančním slohu před rokem 1620. V kupní smlouvě z roku 1624 jsou popsány horní a podzemní pokoje. Dochovaná budova má obdélný půdorys s rizalitem v severním průčelí. Obě východní nároží jsou podepřená opěráky. Uvnitř se dochovalo několik místností s valenými klenbami.